# 波苏谢克族体育俱乐部
波苏谢克族体育俱乐部，是波斯尼亚和黑塞哥维那一家位于波苏谢的职业足球俱乐部。该俱乐部以获得过1999年和2000年波黑当时的克罗地亚族顶级足球联赛冠军而著称。现今该俱乐部参加波斯尼亞和黑塞哥維那超級足球聯賽。